# Przysiek (powiat toruński)
Przysiek – wieś w Polsce położona w województwie kujawsko-pomorskim, w powiecie toruńskim, w gminie Zławieś Wielka. W latach 1975–1998 miejscowość administracyjnie należała do województwa toruńskiego.

## Historia

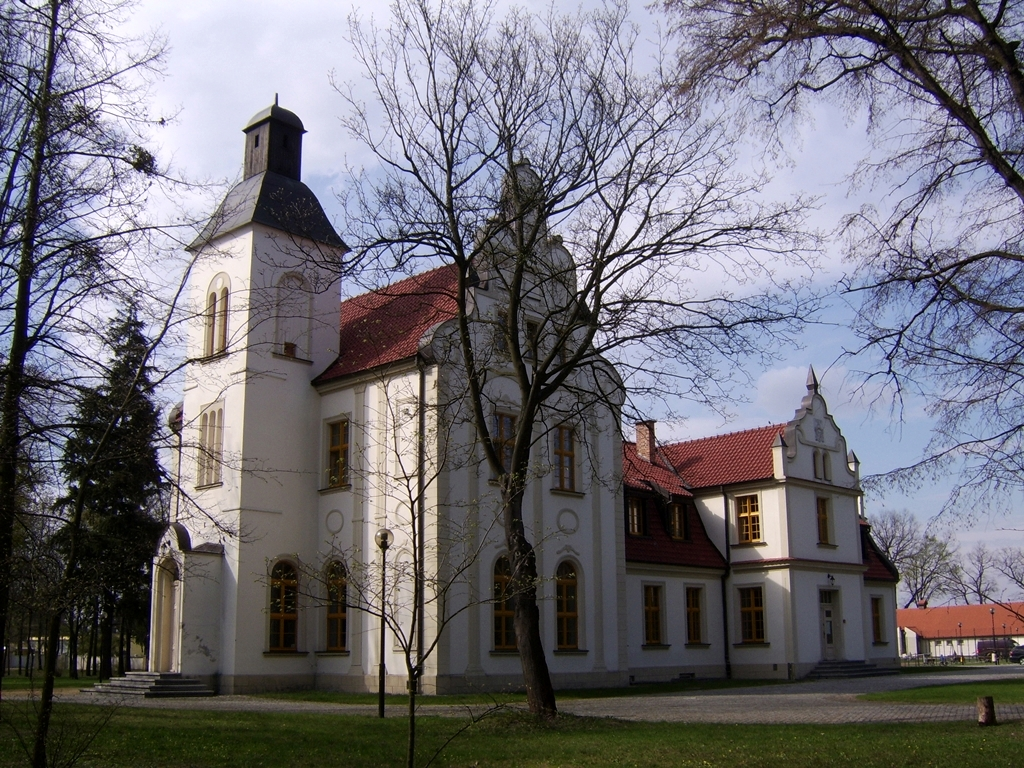
Budynek Bursy Akademickiej w Przysieku

Miejscowość leży na pograniczu Mazowsza oraz Pomorza i związana była historycznie z ziemią chełmińską na Pomorzu Nadwiślańskim. Ma metrykę średniowieczną i istnieje co najmniej od pierwszej połowy XIV wieku. Wymieniona została po raz pierwszy w dokumencie z 1346 jako "Prseschek, Preszecke, Pirssesek, Prziesek, Przesseck, Przeszek".
Od 1226 po sprowadzeniu na Mazowsze zakonu krzyżackiego przez księcia Konrada I mazowieckiego tereny, na których leży miejscowość w XIII-XV wieku znalazły się we władaniu krzyżaków. W latach 1437-1438 była własnością komturii toruńskiej z siedzibą w Toruniu.
W 1346 wielki mistrz krzyżacki Henryk Dusemer uposażył kościół parafialny we wsi Stary Toruń wsiami Przysiek, Smolno oraz Górsk, których mieszkańcy mieli dawać plebanowi dwie grzywny denarów na utrzymanie szkolnika do obsługi kościoła.
W 1428 miejscowość była własnością zakonną i liczyła wówczas trzy łany opuszczone. W latach 1437-1438 wieś miała 16 łanów chłopskich i dawała po 0,5 grzywny z każdego łanu. Osiem łanów było osiadłych, 8 łanów opustoszałych, 6 zagród płaciło czynsz po 4 skojce, w tym 4 zagrody osiadłe i 4 opuszczone. W miejscowości była karczma, z której karczmarz 0,5 grzywny i w naturze dawał dwie kury. Co 14 dni wieś dawała również 8 skojców czynszu leśnego. W latach 1447-1448 czynsz z Przysieka wyniósł 15 grzywien i 20 skojców.
W 1454 po wybuchu wojny trzynastoletniej toczonej pomiędzy państwem zakonu krzyżackiego, a Koroną Królestwa Polskiego miejscowość zajęta została przez wojska koronne. W 1454 oraz w 1457 miasto Toruń poprosiło króla polskiego Kazimierza IV Jagiellończyka o nadanie wsi i folwarku przysieckiego, dawnej własności zakonnej.
W 1457 pobrano ze wsi czynsz w wysokości 18 grzywien oraz trzech wiardunków. W 1457 król polski Kazimierz IV Jagiellończyk nadał miastu Toruń Przysiek, dziedziczną wieś na prawie chełmińskim. W 1466 na mocy traktatu toruńskiego podpisanego po zakończonej wojnie trzynastoletniej, toczonej pomiędzy państwem zakonu krzyżackiego, a Koroną Królestwa Polskiego, miejscowość została włączona do Korony i w XVI wieku była folwarkiem zarządzanym przez burmistrza toruńskiego i leżała w powiecie toruńskim, województwa chełmińskiego w parafii toruńskiej w Rzeczypospolitej Obojga Narodów.
Jeden z burmistrzów toruńskich Henryk Stroband nakazał w latach 1597-1601 wzniesienie w miejscowości murowanego dworu oraz zabudowań gospodarskich. Na początku XVII wieku Rada Miasta uzyskała przywilej propinacji dla okolicznych osad. W związku z tym w roku 1608 w Przysieku zbudowano browar i gorzelnię. Przedsiębiorstwo to przynosiło znaczne zyski miastu. Wskutek prowadzonych przez Rzeczpospolitą wojen w XVIII zaczęły jednak chylić się ku upadkowi. Dzieła zniszczenia dopełniły pożary miejscowości w 1725, 1730 i 1731. W 1772 roku po I rozbiorze Polski Przysiek administracyjnie znalazł się w zaborze pruskim co jeszcze bardziej skomplikowało sytuację posiadania majątku przez miasto. Ostatecznie zdecydowano się na likwidację gorzelni w 1803 roku. Browar upadł w 1815 roku. W 1833 roku majątek sprzedano w ręce prywatne. Do II wojny światowej był on w posiadaniu rodziny Neumannów. Po 1945 roku został przejęty na rzecz Skarbu Państwa. W 2005 roku w Przysieku powstał pierwszy w Polsce Ośrodek Formacji Diakonów Stałych.

## Instytucje
W Przysieku mają swoją siedzibę:
- Kujawsko- Pomorski Urząd Marszałkowski w Toruniu
  - Departament Rolnictwa i Rozwoju Obszarów Wiejskich
  - Departament Środowiska i Geologii
- Kujawsko-Pomorska Izba Rolnicza
- Kujawsko-Pomorski Ośrodek Doradztwa Rolniczego O/Przysiek
- Regionalne Centrum Edukacji Ekologicznej
- Bursa Akademicka Caritas Diecezji Toruńskiej
- Ośrodek Szkoleniowy Caritas Diecezji Toruńskiej im. Jana Pawła II
- Centrum Wolontariatu Caritas Diecezji Toruńskiej im. Jana Pawła II
- Ośrodek Formacji Diakonów Stałych

## Zabytki
- dwór eklektyczny z 1793 roku, przebudowany i rozbudowany w XIX wieku, zdewastowany po II wojnie światowej, odrestaurowany w latach 2002-2004 staraniem diecezji toruńskiej
- park dworski krajobrazowy o powierzchni 6 ha założony przez Ludwiga Neumana w 1892 roku
- zespół zabudowań gospodarczych folwarku
- ruiny młyna z XVIII wieku
- budynek dawnego browaru z drugiej ćwierci XVIII i XIX wieku, przebudowany na ośrodek szkoleniowo-wypoczynkowy
- cmentarz ewangelicki[4].